# Герменчик (Кабардино-Балкария)
Герменчи́к (кабард.-черк. Джэрмэншык) — село в Урванском районе Кабардино-Балкарской Республики.
Образует муниципальное образование «сельское поселение Герменчик», как единственный населённый пункт в его составе. 

## География
Селение расположено в северо-западной части Урванского района, на правом берегу реки Шалушка, чуть выше её впадения в Урвань. Находится в 11 км к северо-западу от районного центра — Нарткалы и в 11 км к северо-востоку от города Нальчик.
Площадь территории сельского поселения составляет — 26,54 км2. Из них сельскохозяйственные угодья занимают — 22,44 км2 (84,5%). 
Ближайшие населённые пункты: Чёрная Речка на северо-востоке, Морзох на востоке, Шитхала на юго-востоке и Чегем на западе.
Населённый пункт расположен на наклонной Кабардинской равнине, в переходной от предгорной в равнинную зоне республики. Рельеф местности представляет собой в основном ровные участки, с общим уклоном с юго-запада на северо-восток и без резких колебаний относительных высот. В пределах сельского поселения находится множество курганных возвышенностей. Средние высоты на территории села составляют 298 метров над уровнем моря.
Гидрографическая сеть представлена реками — Урвань, Шалушка, Чёрная речка, Жеремоко и Мамыкушей. Также имеются многочисленные выходы родников. Благодаря близости залегания грунтовых вод к поверхности земли, уровень обеспечения местности водой, очень высокая. На территории села расположены несколько водоёмов, основная часть которых используется для разведения промысловых рыб. 
Климат влажный умеренный, с тёплым летом и прохладной зимой. Характеризуется наличием спокойных горно-долинных ветров, оказывающих благоприятное влияние на осадки, абсолютную и относительную влажность воздуха, температуру воздуха и почву. В целом климатические условия благоприятны для возделывания всех зональных сельскохозяйственных культур и многолетних насаждений. Среднегодовая температура воздуха составляет +10°С, и колеблется от средних +22,5°С в июле, до средних -2,0°С в январе. Среднегодовое количество осадков составляет около 650 мм.

## История
Первоначально на месте нынешнего села существовал старинный аул Хатигово (кабард.-черк. Хьэтыгъуей), который был заброшен в конце XIX века, в результате мухаджирства, вызванного окончанием Кавказской войны.
В 1926 году на месте старого поселения, переселенцами из села Шалушка был образован новый населённый пункт. Первоначально селение подчинялось Шалушкинскому сельсовету, а в 1929 году в селе был образован свой сельсовет.
До 1962 года село входило в состав Чегемского района, а затем был передан в состав Урванского района.
В 1963 году посёлок при Герменчикском пенькозаводе был объедиёен с селением Герменчик в одно село.

## Население
| 2002  | 2010  | 2012  | 2013  | 2014  | 2015  | 2016  |
| ----- | ----- | ----- | ----- | ----- | ----- | ----- |
| 4009  | ↘3838 | ↗3891 | ↗3956 | ↗4017 | ↗4066 | ↗4105 |
| 2017  | 2018  | 2019  | 2020  | 2021  | 2023  | 2024  |
| ↗4150 | ↗4171 | ↗4211 | ↗4235 | ↘4058 | ↘4030 | ↗4038 |
| 2025  |       |       |       |       |       |       |
| ↗4045 |       |       |       |       |       |       |

Плотность — 152.41 чел./км2.
Национальный состав
По данным Всероссийской переписи населения 2010 года:
| Народ      | Численность, чел. | Доля от всего населения, % |
| ---------- | ----------------- | -------------------------- |
| кабардинцы | 3 622             | 94,4 %                     |
| русские    | 136               | 3,5 %                      |
| другие     | 80                | 2,1 %                      |
| всего      | 3 838             | 100 %                      |

По данным Всероссийской переписи 2021 года:
| Народ               | Численность, чел. | Доля от всего населения, % |
| ------------------- | ----------------- | -------------------------- |
| кабардинцы          | 3 803             | 93,71 %                    |
| русские             | 133               | 3,27 %                     |
| черкесы             | 41                | 1,01 %                     |
| другие / не указано | 81                | 1,99 %                     |
| всего               | 4 058             | 100,0 %                    |

Поло-возрастной состав
По данным Всероссийской переписи населения 2010 года:
| Возраст     | Мужчины, чел. | Женщины, чел. | Общая численность, чел. | Доля от всего населения, % |
| ----------- | ------------- | ------------- | ----------------------- | -------------------------- |
| 0 — 14 лет  | 457           | 363           | 820                     | 21,4 %                     |
| 15 — 59 лет | 1 240         | 1 335         | 2 575                   | 67,1 %                     |
| от 60 лет   | 170           | 273           | 443                     | 11,5 %                     |
| Всего       | 1 867         | 1 971         | 3 838                   | 100,0 %                    |

Мужчины — 1 867 чел. (48,6 %). Женщины — 1 971 чел. (51,4 %).
Средний возраст населения — 32,4 лет. Медианный возраст населения — 28,6 лет.
Средний возраст мужчин — 30,4 лет. Медианный возраст мужчин — 26,9 лет.
Средний возраст женщин — 34,4 лет. Медианный возраст женщин — 30,1 лет.

## Местное самоуправление
Администрация сельского поселения Герменчик — село Герменчик, ул. Каширгова, 70.
Структуру органов местного самоуправления сельского поселения составляют:
- Исполнительно-распорядительный орган — Местная администрация сельского поселения Герменчик. Состоит из 7 человек.  
  - Глава администрации сельского поселения — Пшихачев Сарабий Мухарбиевич.
- Представительный орган — Совет местного самоуправления сельского поселения Герменчик. Состоит из 15 депутатов, избираемых на 5 лет. 
  - Председатель Совета местного самоуправления сельского поселения — Мазихов Валерий Шамидович.

## Образование
- Средняя общеобразовательная школа № 1 — ул. Школьная, 51[23].
- Начальная школа Детский сад №32 «Мадина» — ул. Школьная, 1.

## Здравоохранение
- Участковая больница — ул. Школьная, 34.

## Культура
- Дом культуры

Общественно-политические организации: 
- Адыгэ Хасэ
- Совет ветеранов труда и войны

## Ислам
- Сельская мечеть «Ислам» — ул. Школьная, 82.

## Экономика
В сельском поселении действуют два бюджетообразующих завода предприятия ЗЭТ. В сфере промышленности наибольшее развитие получила бумажная отрасль. Также вокруг села разбиты виноградники, которые являются одним из главных экспортов хозяйства села.

## Памятники
- Памятник памяти погибшим и безвестно пропавшим жителям села в Великой Отечественной войне за период с 1941 по 1945 годы.

## Улицы
На территории села зарегистрировано 15 улиц:
| Братьев Шидгиновых |
| Заводская          |
| Кабардинская       |
| Каширгова          |
| Колхозная          |

| Ленина       |
| Мира         |
| Молодёжная   |
| Новая        |
| Пролетарская |

| Советская   |
| Учительская |
| Черкесская  |
| Школьная    |
| Эльбрусская |

## Известные уроженцы
Родившиеся в Герменчике:
- Карамурзов Барасби Сулейманович — ректор Кабардино-Балкарского Государственного университета в 1994-2014 годах.
- Соблиров Жантемир Хазреталиевич — российский футболист.